# Rene Ramirez

Bischofswappen von Rene Ramirez

Rene Ramirez RCJ (* 29. März 1969 in Gapan, Nueva Ecija, Philippinen) ist ein philippinisch-australischer römisch-katholischer Ordensgeistlicher und Weihbischof in Melbourne.

## Leben
Rene Ramirez besuchte die Grundschule und die weiterführende Schule in Gapan. Am 11. Mai 1985 trat er der Ordensgemeinschaft der Rogationisten bei und legte am 1. Juni 1988 die erste Profess ab. Anschließend studierte er Philosophie und Katholische Theologie an der Adamson University in Manila. Er legte am 1. Juni 1995 die ewige Profess ab und empfing am 27. Juni 1998 das Sakrament der Priesterweihe.
Nach der Priesterweihe war Ramirez zunächst als Verwalter, Ökonom und Vizerektor des Rogationist College in Cavite City sowie als Verantwortlicher für die Berufungspastoral der Rogationisten auf den Philippinen tätig. Daneben erwarb er 2003 nach weiterführenden Studien an der Universität De La Salle in Dasmariñas einen Master im Fach Bildungsmanagement. Anschließend setzte er an der Päpstlichen Universität Gregoriana in Rom seine Studien fort, die er 2006 mit einem Lizenziat im Fach Spiritualität und einem Diplom im Fach Kommunikationswissenschaft abschloss. Nach der Rückkehr in seine Heimat wurde Ramirez Verantwortlicher für die Pressearbeit seiner Ordensgemeinschaft sowie Spiritual und Dozent am Rogationist Seminary College in Parañaque. Von 2009 bis 2015 fungierte er als Superior des St. Hannibal Rogate Center in Parañaque. In dieser Funktion leitete er zudem das ordenseigene Pressebüro, das Provinzialhaus und das Haus für Spätberufene der Rogationisten.
Im Oktober 2015 wurde Ramirez nach Australien entsandt, wo er im Erzbistum Melbourne Pfarrer der Pfarrei Holy Family, die die Orte West Footscray, Maidstone und Braybrook umfasst, wurde. Im November 2023 wechselte er ins Bistum Sandhurst, um dort eine neue Niederlassung der Rogationisten zu gründen. Dort wirkte er als Pfarrer der Pfarreien St. Mel in Shepparton South und St. Malachy in Nagambie sowie ab Januar 2024 zusätzlich als Moderator der Pfarrei in Rushworth.
Am 8. November 2024 ernannte ihn Papst Franziskus zum Titularbischof von Mauriana und zum Weihbischof in Melbourne. Der Erzbischof von Melbourne, Peter Comensoli, spendete ihm und Thinh Xuan Nguyen am 1. Februar 2025 in der St. Patrick’s Cathedral in Melbourne die Bischofsweihe; Mitkonsekratoren waren der Bischof von Sale, Gregory Charles Bennet, und der Bischof von Sandhurst, Shane Mackinlay. Ramirez wählte den Wahlspruch Zelus et misericordia („Eifer und Barmherzigkeit“).